# Нонге, Жозеф
Жозе́ф Нонге́ Боэнде́ Руи́с (фр. Joseph Nonge Boende Ruiz; 15 мая 2005, Жет) — бельгийский футболист, полузащитник итальянского клуба «Ювентус», выступающий на правах аренды за клуб «Серветт».

## Клубная карьера
Футбольную карьеру начал в бельгийском клубе «Андерлехт». В июле 2021 года присоединился к футбольной академии итальянского «Ювентуса».
4 января 2024 года дебютировал в основном составе «Ювентуса» в матче Кубка Италии против «Салернитаны». Три дня спустя дебютировал в итальянской Серии A, также против «Салернитаны».

## Карьера в сборной
Выступал за сборные Бельгии до 15, до 17, до 18, до 19 и до 20 лет.

## Личная жизнь
Родился в Бельгии в семье конголезца и костариканки.